# گاگیک گاگیان
گاگیک سیمونی گاگیان (ارمنی: Գագիկ Սիմոնի Գագյան؛ زادهٔ ۲۱ ژانویهٔ ۱۹۵۰) یک سیاستمدار اهل ارمنستان است که از تاریخ ۲۰۰۳ تا تاریخ ۲۰۰۷ سمت نمایندگی دوره مجلس ملی جمهوری ارمنستان را برعهده داشت.

## زندگی‌نامه
در ۲۱ ژانویه ۱۹۵۰ در ایروان به دنیا آمد و از دانشگاه دولتی ایروان فارغ‌التحصیل شد. 